# Chiropodomys
Chiropodomys és un gènere de rosegadors de la família dels múrids. Les espècies d'aquest grup són oriündes del sud-est asiàtic. Tenen una llargada de cap a gropa de 7–12 cm i la cua de 9–17 cm. Es tracta d'animals nocturns que s'alimenten exclusivament de matèria vegetal. El seu hàbitat natural són les selves tropicals. El nom genèric Chiropodomys significa ‘ratolí mà i peu’.